# Кнутиха (Ивановская область)
Кнутиха — деревня в Лежневском районе Ивановской области, входит в состав Сабиновского сельского поселения.

## География
Деревня находится на берегах реки Шепелевка.

## История
По состоянию на 1859 год деревня — владельческая, приписана ко 2-му стану Ковровского уезда Владимирской губернии. 

По состоянию на 1907 год деревня в составе Быковской волости Ковровского уезда Владимирской губернии.
Религия
В конце XIX века жители деревни были прихожанами Никольской церкви Владимирской епархии села Хозниково Ковровского уезда Владимирской губернии.

## Население
| 1859 | 1905 | 2010 |
| ---- | ---- | ---- |
| 123  | ↗189 | ↘49  |

По данным Всероссийской переписи населения 2002 года в деревне Кнутиха Новогоркинского сельсовета проживали 73 человека, преобладающая национальность — русские (97 %).

## Инфраструктура
Деревня газифицирована.
Памятники и памятные места
- Памятное место, где стоял дом, в котором родился и жил с 1918 по 1933 годы Герой Советского Союза А. К. Кувшинов[9].

## Уроженцы
- Кувшинов, Александр Кузьмич (1917, Кнутиха — 1942, неизвестно) — лётчик-бомбардировщик, Герой Советского Союза.